# چاوا فلورس
سالوادور فلورس ریورا (۱۴ ژانویه ۱۹۲۰–۵ اوت ۱۹۸۷، مکزیکو سیتی)، شناخته شده با نام چاوا فلورس یک آهنگساز، خواننده و مترجم اهل مکزیک بود.
چاوا فلورس در ۱۴ ژانویه ۱۹۲۰ در مکزیکو سیتی متولد شد. او در سال ۱۹۴۶، پس از تلاش و تجربه حرفه‌های مختلف، به عنوان یک نوازنده و دوست‌دار موسیقی، کار در مطبوعات را آغاز کرد. این تصمیم موجب شد که او به عنوان «وقایع نگار موسیقی مکزیکو سیتی» شهرت یابد.
چاوا از طریق مجله‌ای که در آن کار می‌کرد با مهمترین و با نفوذترین شاعران و آهنگسازان مکزیک آشنا شد که الهام بخش او در سبک موسیقی پر جنب و جوش و باطراوت او بودند و حاصل آن در زندگی حرفه‌ای طولانی او به عنوان یک آهنگساز به نمایش گذاشته شد.
کارنامه او بسیار پربار بود که بیش از ۲۰۰ آهنگ در آن ثبت است. استعدادهای چاوا از عرصه موسیقی فراتر رفت و به هنر دیگر گسترش یافت، او در چندین فیلم به ایفای نقش پرداخت.
در ۱۴ ژانویه ۲۰۱۷ گوگل دودل صفحه اصلی خود را در مکزیک به مناسبت ۹۷مین سالروز تولدش با نقشی از او تغییر داد.